# Saint-Sorlin-de-Vienne
Saint-Sorlin-de-Vienne – miejscowość i gmina we Francji, w regionie Owernia-Rodan-Alpy, w departamencie Isère.
Według danych na rok 1990 gminę zamieszkiwało 695 osób, a gęstość zaludnienia wynosiła 70 osób/km² (wśród 2880 gmin regionu Rodan-Alpy Saint-Sorlin-de-Vienne plasuje się na 986. miejscu pod względem liczby ludności, natomiast pod względem powierzchni na miejscu 1125.).